# Resolució 1692 del Consell de Seguretat de les Nacions Unides
La Resolució 1692 del Consell de Seguretat de les Nacions Unides fou adoptada per unanimitat el 30 de juny de 2006. Després de recordar les resolucions sobre la situació a Burundi i la regió dels Grans Llacs d'Àfrica, en particular les resolucions 1650 (2005) i 1669 (2006), el Consell va ampliar el mandat de l'Operació de les Nacions Unides a Burundi (ONUB) fins al 31 de desembre de 2006.

## Resolució

### Observacions
El Consell de Seguretat va elogiar al poble burundès per completar el període de transició on l'autoritat havia estat transferida a governs i institucions elegits democràticament. La resolució va donar la benvinguda a les negociacions entre el Palipehutu i el govern del Burundi, facilitada per Sud-àfrica. Va reconèixer que, tot i que hi va haver una millora en la situació de seguretat, encara hi havia "factors d'inestabilitat" presents a Burundi i la regió dels Grans Llacs d'Àfrica.

### Actes
Actuant sota el Capítol VII de la Carta de les Nacions Unides, el Consell de Seguretat va ampliar el mandat de l'ONUB fins a final de 2006. També va ampliar la redistribució temporal del personal de policia militar i civil de l'ONUB a la Missió de les Nacions Unides a la República Democràtica del Congo (MONUC) fins al 30 de setembre de 2006.
Finalment, els membres del Consell van donar la benvinguda a la intenció del secretari general de les Nacions Unides Kofi Annan d'establir l'Oficina Integrada de les Nacions Unides a Burundi per succeir l'ONUB.